# 杜龕
杜龛（？—556年）。襄阳（今湖北襄阳市）人，祖籍京兆杜陵（今陕西西安东南），南朝梁将领，枝江县公杜崱之侄，杜岑之子，王僧辩女婿。

## 生平
杜龛少年时以骁勇著称，善于用兵。太清二年（548年）与叔父杜崱同归湘东王萧绎，萧绎任命他为忠武将军、郧州刺史，封中庐县侯。杜龛跟随王僧辩、王琳等讨平侯景，论功为第一，授东扬州刺史，转任吴兴太守、南豫州刺史，由顏晃掌管郡書翰。
萧渊明天成元年，陈霸先袭杀王僧辩，杜龛据守吴兴郡抗命，多次击败陈蒨军。杜龛喜欢饮酒，终日大醉，部将杜泰归降陈蒨，杜龛尚醉酒不起，被陈霸先所杀。